# Kajetan Giżycki
Kajetan Stanisław (Stanisław Kajetan) Giżycki herbu Gozdawa (ur. ok. 1720, zm. 1785) – chorąży kijowski w latach 1784-1785, chorąży żytomierski w latach 1779-1784, podstoli owrucki w latach 1767-1779, konfederat barski, pułkownik, marszałek wołyński i dowódca załogi w Barze.
Syn Bartłomieja.
Właściciel dóbr Krasnopole i innych (w woj. kijowskim).
23 kwietnia 1768 wraz z Kazimierzem Pułaskim przeprowadził obronę Starego Konstantynowa.
W czerwcu dowodził obroną Baru. Dostał się do rosyjskiej niewoli. Przeszedł na stronę wroga, przekupując oddziały powstańcze. Aresztowany przez konfederatów, uprowadzony został do Mołdawii.
Poseł na sejm 1778 roku z województwa kijowskiego.
Odznaczony Orderem św. Stanisława.